# Ramonda myconi
Ramonda myconi là một loài thực vật có hoa trong họ Tai voi. Loài này được (L.) Rchb. miêu tả khoa học đầu tiên.

## Hình ảnh

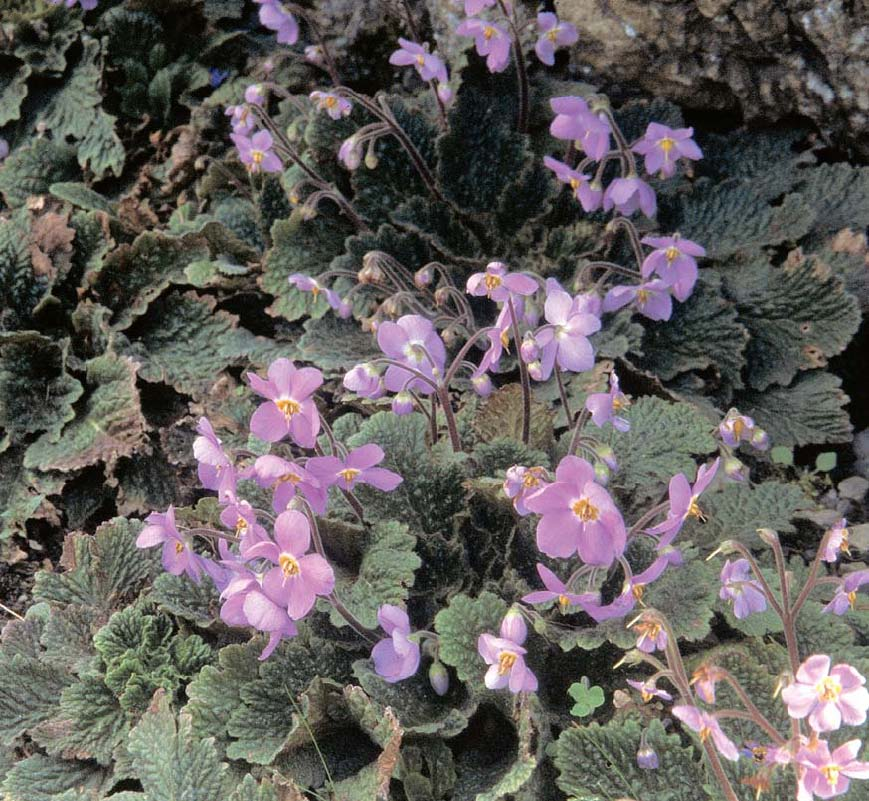
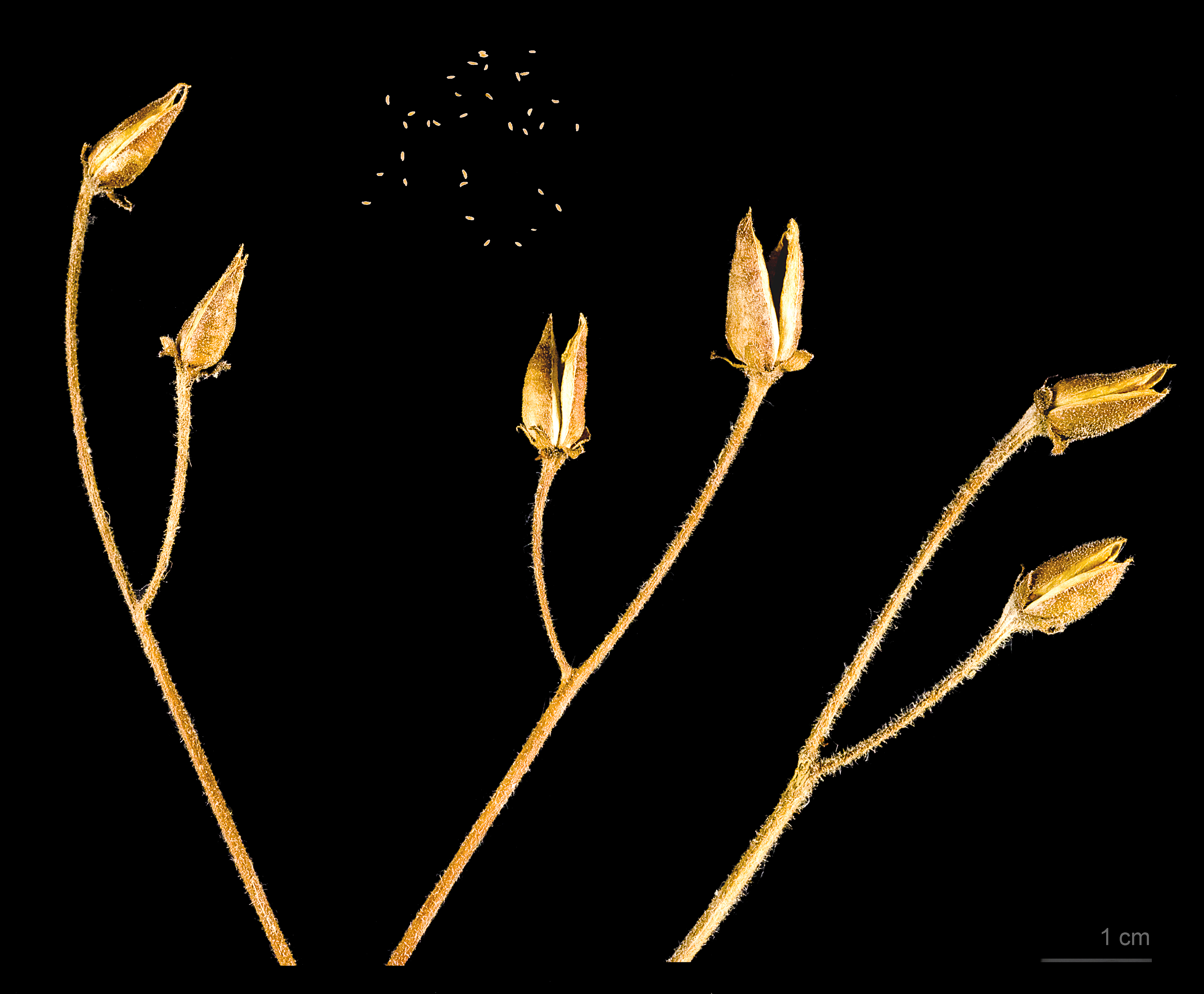
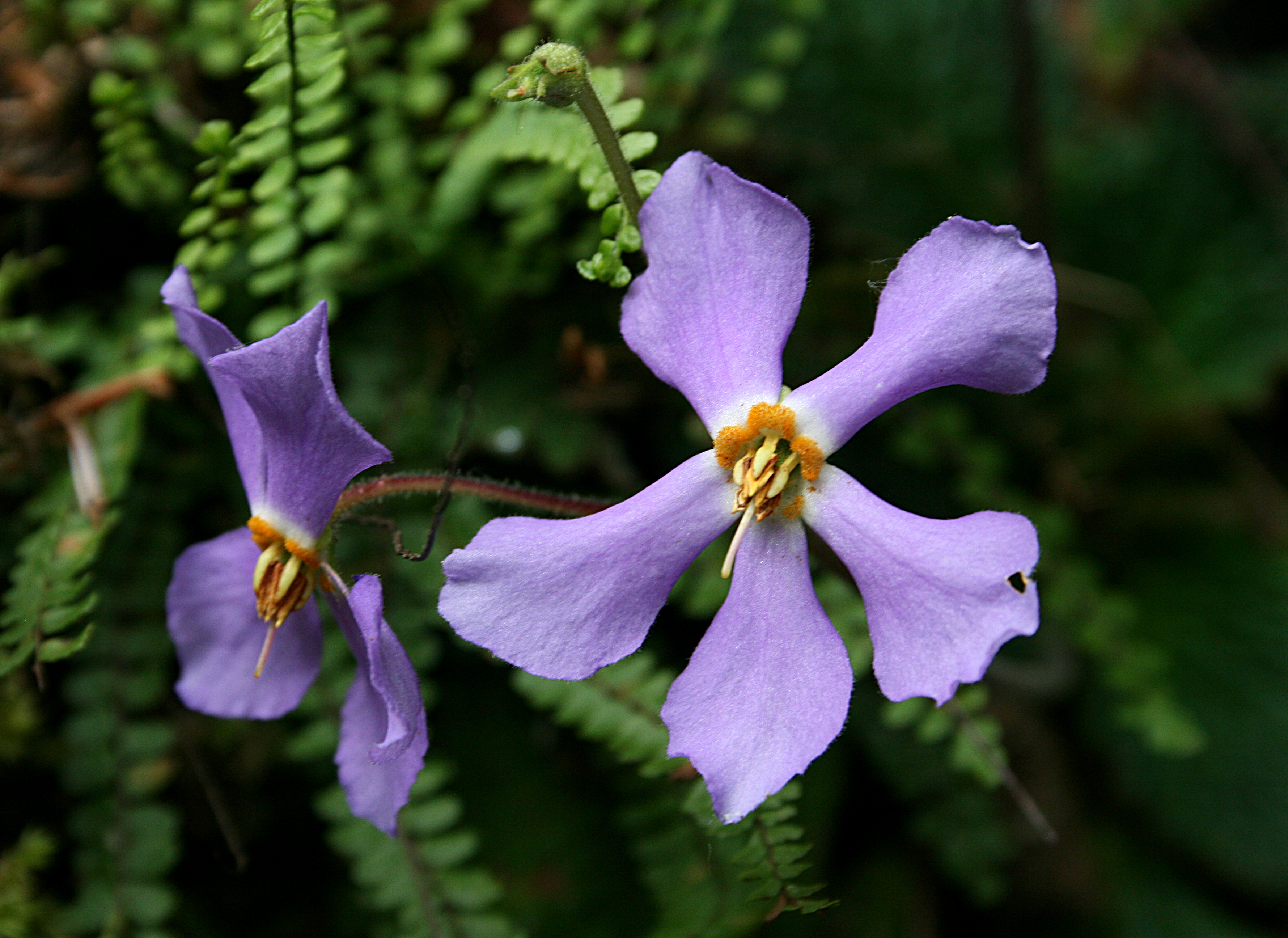
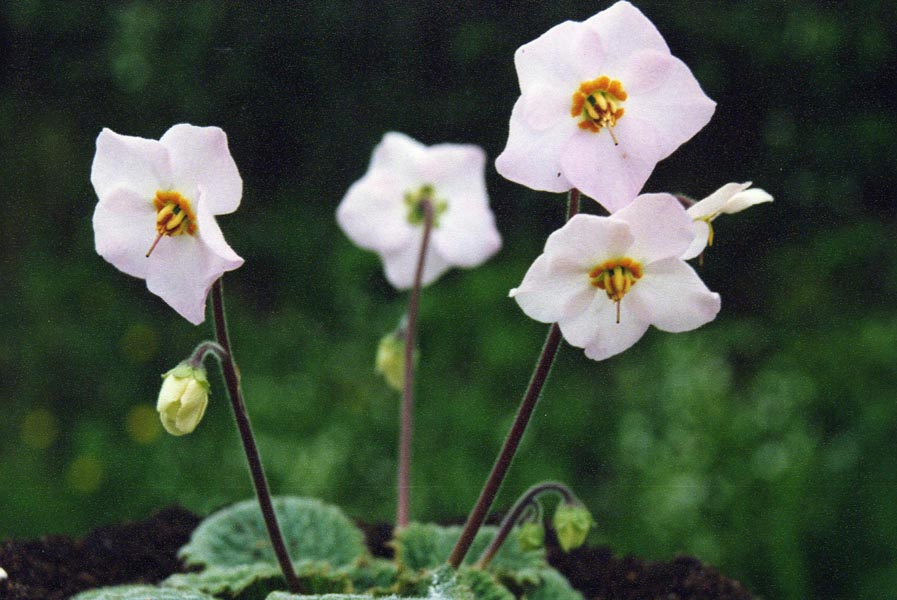